# Gustav Vasas hjälm

Gustav Vasas hjälm från 1540 cirka.

Gustav Vasas hjälm är en ceremoniell krönt rustningshjälm som tillhört kung Gustav Vasa. Den förvaras i Livrustkammaren på Stockholms slott.
Hjälmen är i stål med en, ursprungligen förgylld, öppen medeltida krona med reliefdekor vinklad snett uppåt mot ansiktet bakom visiret.
Kronan hade ursprungligen åtta blad (liljeformade tinnar) varav en hel och två halva finns kvar.
Kronan skulle markera att bäraren var kunglig. Gustav Vasa ville antagligen visa sin rang och makt som en suverän furste, kung av ett då nyligen självständigt land, utträtt ur Kalmarunionen. Om och när hjälmen ska ha burits är inte känt men den har visats upp i kungens begravningståg.
Hjälmkronan beställdes, tillsammans med Gustav Vasas rustning och två andra hjälmar, i Tyskland 1540 och tillverkades troligen av rustningsmakaren Kunz Lochner i Nürnberg. De beställdes ungefär samtidigt som kungens två rikssvärd, som tillverkades i samma område. Gustav Vasa hade vid det laget lyckats samla en förmögenhet efter tjugo års regering genom god ekonomisk hushållning.

## Bildgalleri

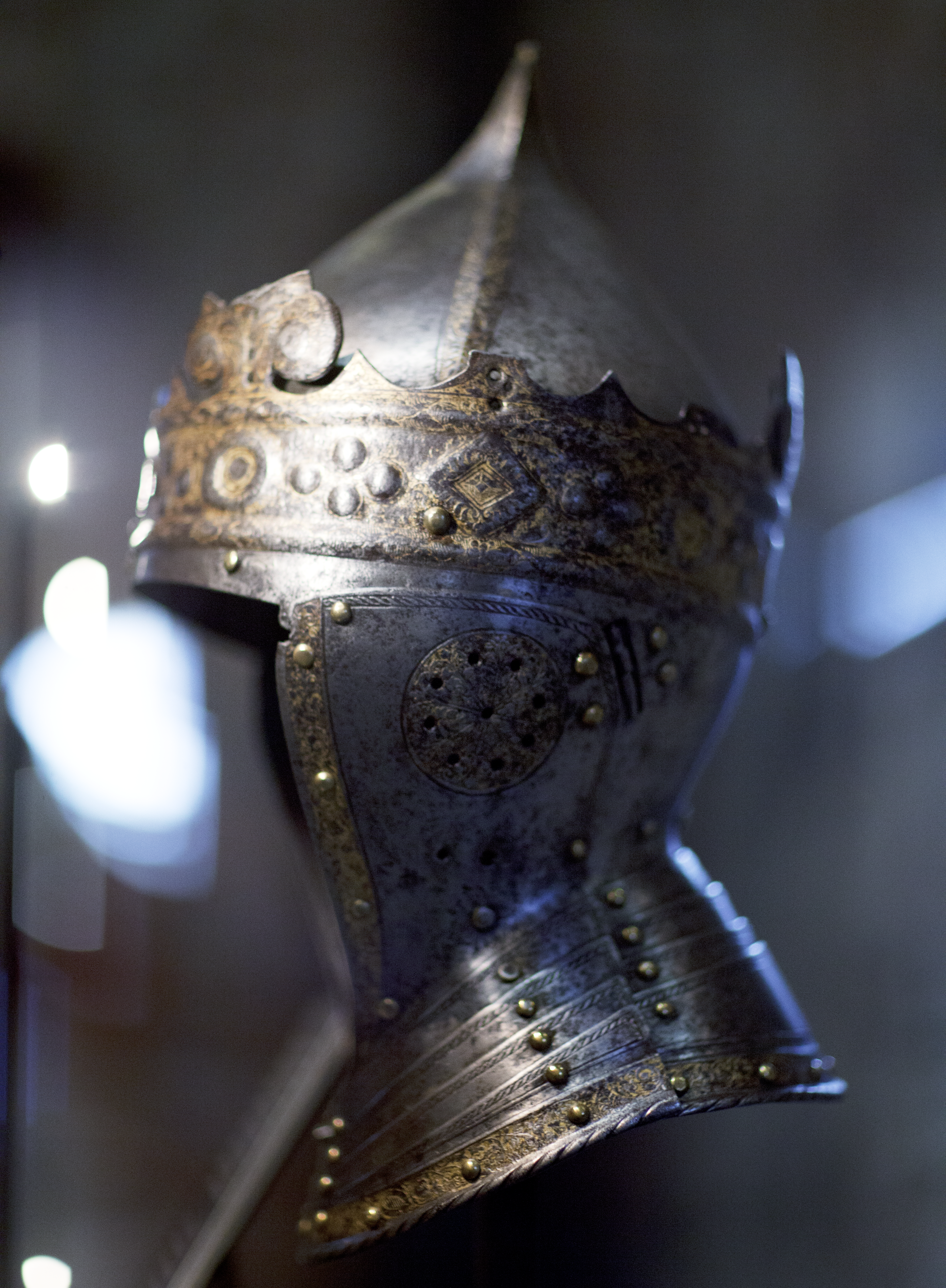